# Radosław Gradišnić
Radosław Gradišnić − książę Zety w latach 1148/1149–1183. Ostatni władca Zety podbitej stopniowo za jego panowania przez sąsiednią Raszkę.

## Życie
Radosław urodził się według relacji Popa Duklanina podczas pobytu jego ojca Gradihny na wygnaniu w Raszce w początkowych latach drugiego panowania króla Jerzego Bodinovicia, czyli po 1125 roku. Pokój, który teraz zapanował skłonił do powrotu wielu zbiegów. Gradihna panował 11 lat. Zmarł i został pochowany w klasztorze św. męczenników Sergiusza i Bachusa. Z Raszki po interwencji Jerzego Bodinovicia i przywróceniu na tron jego sojusznika Urosza I Gradihna wraz z synami zbiegł do Zahumla, a następnie do Dracza pod opiekę namiestnika bizantyńskiego. Stamtąd prowadził w następnych latach walkę, która doprowadziła do obalenia króla Jerzego. W 1131 roku Gradihna objął władzę królewską w Zecie. Kraj był jednak wyniszczony wieloletnia wojną domową i zdany na łaskę silniejszych sąsiadów: Bizancjum i Raszki.
Gradihna zmarł w 1142 roku. Władzę w państwie objął po jego śmierci Radosław, który w 1148/1149 roku podczas wizyty w Konstantynopolu przyjął tytuł książęcy, rezygnując z roszczeń do korony królewskiej i samodzielności. Nie ustrzegło go to w następnym roku od najazdu wielkiego żupana Raszki Urosza II. W 1147 roku Normanowie włoscy Rogera II zdobyli bizantyńskie Korfu, Korynt i Teby. Cesarz bizantyński Manuel I Komnen wyparł ich w 1149 roku przy pomocy Wenecjan z Korfu i podjął przygotowania do najazdu na Italię. W tej sytuacji Normanowie zwrócili się do władającego Węgrami Belosza i jego brata Urosza II, wielkiego żupana Raszki. Korzystając z zaangażowania Manuela na zachodzie Urosz II wraz z młodszym bratem Desą zaatakowali Zetę, zajmując 2/3 jej terytorium. Radosław Gradišnić zbiegł do Kotoru. W jego ręku pozostały tylko miasta na wybrzeżu. Zagrożony przez Raszkan, zwrócił się o pomoc do Bizancjum i otrzymał posiłki z Dracza. Jednocześnie Belosz posłał braciom na pomoc oddziały węgierskie. W tej sytuacji Manuel II zrezygnował z wyprawy przeciw Normanom i zgromadzone w Avlonie wojska skierował przeciw Raszce. W krótkim czasie wyparł Urosza II z Zety i zajął Raszkę z wyjątkiem Rasu. Urosz II zbiegł w góry skąd starał się nękać Bizantyńczyków wypadami. W następnym roku (1150) Belosz wyruszył przeciw Bizantyńczykom na czele wojsk węgierskich. Połączone siły węgiersko-raszkańskie poniosły jednak druzgoczącą klęskę nad rzeką Tarą.
W wyniku zawartego traktatu pokojowego zostały przywrócone granice Zety sprzed najazdu. W 1162 roku kolejny wielki żupan Raszki Desa, wezwany przez opozycję przeciwko rządom Radosława odebrał mu prawie całe państwo pozostawiając wąski pas wybrzeża od Skadaru do Kotoru. W 1166 roku cesarz Manuel I Komnen odebrał Radosławowi miasta nadmorskie tworząc bizantyński okręg administracyjny zarządzany przez duksa Dalmacji i Dioklei rezydującego w Kotorze, Skadarze lub Barze. Kneziowi Radosławowi cesarz pozostawił jedynie posiadłości i dwory położone na zapleczu tych miast. W 1183 roku dukat bizantyński i pozostałości królestwa Zety przyłączył do swego państwa Stefan Nemania, kładąc kres rządom ostatniego władcy Zety.

## Związki rodzinne
Z nieznaną z imienia żoną Radosław miał syna Michała. Wdowa po Michale w 1189 roku znalazła się na wygnaniu w Dubrowniku.